# Hockey Pro League 2023/24 (mannen)
De Hockey Pro League 2023/24 voor mannen was de vijfde editie van de Hockey Pro League, een internationaal hockeytoernooi voor landenteams dat werd georganiseerd door de Internationale Hockeyfederatie (FIH). Het toernooi ging op 6 december 2023 van start en liep tot 30 juni 2024.

## Opzet
De FIH besloot voor deze editie de opzet te hanteren waarbij minder reisbewegingen nodig waren. Er worden geen uit- en thuiswedstrijden gespeeld, maar een reeks "minitoernooien"  waarbij drie landenteams op een plaats samenkomen en elk team twee keer uitkomt tegen de andere teams.
Per wedstrijd levert een overwinning drie punten op. Bij een gelijke stand aan het eind van de reguliere speeltijd krijgen beide teams een punt en wordt door middel van een shoot-out bepaald welk team een extra punt behaalt. Het team dat in het eindklassement bovenaan eindigt wordt winnaar van de Hockey Pro League en ontvangt een startbewijs voor het wereldkampioenschap 2026 in België en Nederland. Het team dat in het eindklassement op de laatste plaats eindigt, degradeert naar de Hockey Nations Cup.

## Deelnemende landen
Ierland promoveerde uit de Hockey Nations Cup, terwijl Nieuw Zeeland degradeerde.
- Argentinië
- Australië
- België
- Duitsland
- Groot-Brittannië
- Ierland
- India
- Nederland
- Spanje

## Stand
| Pos | Team             | Wed | W  | WNS | VNS | V  | GV | GT | GS  | Ptn |
| --- | ---------------- | --- | -- | --- | --- | -- | -- | -- | --- | --- |
| 1   | Australië (C)    | 16  | 10 | 1   | 2   | 3  | 56 | 41 | +15 | 34  |
| 2   | Nederland        | 16  | 8  | 2   | 3   | 3  | 45 | 32 | +13 | 31  |
| 3   | Groot-Brittannië | 16  | 9  | 0   | 2   | 5  | 37 | 28 | +9  | 29  |
| 4   | Argentinië       | 16  | 7  | 3   | 2   | 4  | 39 | 35 | +4  | 29  |
| 5   | België           | 16  | 7  | 2   | 0   | 7  | 41 | 39 | +2  | 25  |
| 6   | Duitsland        | 16  | 5  | 4   | 2   | 5  | 33 | 29 | +4  | 25  |
| 7   | India            | 16  | 5  | 3   | 3   | 5  | 38 | 35 | +3  | 24  |
| 8   | Spanje           | 16  | 4  | 0   | 1   | 11 | 36 | 43 | −7  | 13  |
| 9   | Ierland (R)      | 16  | 2  | 0   | 0   | 14 | 16 | 59 | −43 | 6   |

## Resultaten
Alle tijden zijn lokaal.
| 6 december 2023 21:30   |         |                  | |
| Argentinië              | 2–1     | Groot-Brittannië | Polideportivo Provincial, Santiago del Estero Scheidsrechters: Germán Montes de Oca (ARG) Gabriel Labate (ARG) |
| Mazzilli 11' Domene 41' | Verslag | Ward 60'         | Polideportivo Provincial, Santiago del Estero Scheidsrechters: Germán Montes de Oca (ARG) Gabriel Labate (ARG) |

| 7 december 2023 21:30        |         |                       | |
| Groot-Brittannië             | 3–2     | Nederland             | Polideportivo Provincial, Santiago del Estero Scheidsrechters: Federico Silva (ARG) Ayanna McClean (TTO) |
| Walker 15', 55' Bandurak 28' | Verslag | Croon 17' Janssen 32' | Polideportivo Provincial, Santiago del Estero Scheidsrechters: Federico Silva (ARG) Ayanna McClean (TTO) |

| 8 december 2023 21:30 |         |                                            | |
| Argentinië            | 0–3     | Nederland                                  | Polideportivo Provincial, Santiago del Estero Scheidsrechters: Germán Montes de Oca (ARG) Federico Silva (ARG) |
|                       | Verslag | Pieters 12' T. Brinkman 32' T. Reyenga 55' | Polideportivo Provincial, Santiago del Estero Scheidsrechters: Germán Montes de Oca (ARG) Federico Silva (ARG) |

| 9 december 2023 21:30         |         |                       | |
| Argentinië                    | 1–1     | Groot-Brittannië      | Polideportivo Provincial, Santiago del Estero Scheidsrechters: Gabriel Labate (ARG) Federico Silva (ARG) |
| Martínez 24'                  | Verslag | Draper 12'            | Polideportivo Provincial, Santiago del Estero Scheidsrechters: Gabriel Labate (ARG) Federico Silva (ARG) |
| Shoot-out                     |         |                       | Polideportivo Provincial, Santiago del Estero Scheidsrechters: Gabriel Labate (ARG) Federico Silva (ARG) |
| Keenan Domene Casella Martins | 4–1     | Albery Wallace Morton | Polideportivo Provincial, Santiago del Estero Scheidsrechters: Gabriel Labate (ARG) Federico Silva (ARG) |

| 10 december 2023 21:30 |         |                  | |
| Nederland              | 2–1     | Groot-Brittannië | Polideportivo Provincial, Santiago del Estero Scheidsrechters: Gabriel Labate (ARG) Irene Presenqui (ARG) |
| Pieters 42' Troost 60' | Verslag | Ward 47'         | Polideportivo Provincial, Santiago del Estero Scheidsrechters: Gabriel Labate (ARG) Irene Presenqui (ARG) |

| 11 december 2023 21:30                                                                |         |                                                                                           | |
| Argentinië                                                                            | 3–3     | Nederland                                                                                 | Polideportivo Provincial, Santiago del Estero Scheidsrechters: Germán Montes de Oca (ARG) Gabriel Labate (ARG) |
| Casella 18' Della Torre 37' Domene 60'                                                | Verslag | Van Heijningen 35' T. Brinkman 51' J. Brinkman 56'                                        | Polideportivo Provincial, Santiago del Estero Scheidsrechters: Germán Montes de Oca (ARG) Gabriel Labate (ARG) |
| Shoot-out                                                                             |         |                                                                                           | Polideportivo Provincial, Santiago del Estero Scheidsrechters: Germán Montes de Oca (ARG) Gabriel Labate (ARG) |
| Keenan Domene Toscani Martins Martínez Toscani Martins Domene Martínez Keenan Toscani | 6–7     | Croon Burkhardt T. Brinkman Pieters Bijen Croon T. Brinkman Pieters Bijen Burkhardt Croon | Polideportivo Provincial, Santiago del Estero Scheidsrechters: Germán Montes de Oca (ARG) Gabriel Labate (ARG) |

| 10 februari 2024 17:30 |         |                                                               |                                                                                     |
| Ierland                | 1–5     | Nederland                                                     | Kalinga Stadium, Bhubaneswar Scheidsrechters: Raghu Prasad (IND) James Unkles (AUS) |
| Cole 36'               | Verslag | Hoedemakers 12' Croon 21' Janssen 35', 52' Van Heijningen 53' | Kalinga Stadium, Bhubaneswar Scheidsrechters: Raghu Prasad (IND) James Unkles (AUS) |

| 10 februari 2024 19:30                   |         |              |                                                                                        |
| India                                    | 4–1     | Spanje       | Kalinga Stadium, Bhubaneswar Scheidsrechters: Rawi Anbananthan (MAS) Zeke Newman (AUS) |
| Harmanpreet 7', 20' Jugraj 24' Lalit 50' | Verslag | Miralles 34' | Kalinga Stadium, Bhubaneswar Scheidsrechters: Rawi Anbananthan (MAS) Zeke Newman (AUS) |

| 11 februari 2024 17:30                         |         |                                      |                                                                                     |
| Spanje                                         | 3–4     | Australië                            | Kalinga Stadium, Bhubaneswar Scheidsrechters: Raghu Prasad (IND) Liu Xiaoying (CHN) |
| Miralles 29' N. Álvarez 36' Cabré-Verdiell 37' | Verslag | Sharp 8', 52' Whetton 19' Govers 25' | Kalinga Stadium, Bhubaneswar Scheidsrechters: Raghu Prasad (IND) Liu Xiaoying (CHN) |

| 11 februari 2024 19:30              |         |                                 |                                                                                    |
| India                               | 2–2     | Nederland                       | Kalinga Stadium, Bhubaneswar Scheidsrechters: James Unkles (AUS) Zeke Newman (AUS) |
| Hardik 13' Harmanpreet 58'          | Verslag | Janssen 30' Bijen 39'           | Kalinga Stadium, Bhubaneswar Scheidsrechters: James Unkles (AUS) Zeke Newman (AUS) |
| Shoot-out                           |         |                                 | Kalinga Stadium, Bhubaneswar Scheidsrechters: James Unkles (AUS) Zeke Newman (AUS) |
| Harmanpreet Sukhjeet Lalit Shamsher | 4–2     | Croon T. Brinkman De Geus Bijen | Kalinga Stadium, Bhubaneswar Scheidsrechters: James Unkles (AUS) Zeke Newman (AUS) |

| 13 februari 2024 17:30                              |         |         |                              |
| Australië                                           | 5–0     | Ierland | Kalinga Stadium, Bhubaneswar |
| Craig 17' Hayward 22' Willott 25', 57' Ephraums 43' | Verslag |         | Kalinga Stadium, Bhubaneswar |

| 13 februari 2024 19:30          |         |        |                              |
| Nederland                       | 3–0     | Spanje | Kalinga Stadium, Bhubaneswar |
| Janssen 15', 51' Telgenkamp 26' | Verslag |        | Kalinga Stadium, Bhubaneswar |

| 14 februari 2024 18:00                      |         |                 |                                                                             |
| Argentinië                                  | 4–1     | België          | CeNARD, Buenos Aires Scheidsrechters: Sean Rapaport (RSA) Tyler Klenk (CAN) |
| Keenan 15', 59' Casella 31' Della Torre 49' | Verslag | Stockbroekx 48' | CeNARD, Buenos Aires Scheidsrechters: Sean Rapaport (RSA) Tyler Klenk (CAN) |

| 15 februari 2024 17:30                   |         |                     |                                                                                         |
| Spanje                                   | 4–2     | Ierland             | Kalinga Stadium, Bhubaneswar Scheidsrechters: Rawi Anbananthan (MAS) James Unkles (AUS) |
| González 13', 57' Miralles 18' Reyné 41' | Verslag | Nelson 24' Cole 52' | Kalinga Stadium, Bhubaneswar Scheidsrechters: Rawi Anbananthan (MAS) James Unkles (AUS) |

| 15 februari 2024 18:00 |         |                         |                                                                                 |
| België                 | 0–2     | Duitsland               | CeNARD, Buenos Aires Scheidsrechters: Benjamin Peters (USA) Sean Rapaport (RSA) |
|                        | Verslag | Hellwig 19' Mazkour 25' | CeNARD, Buenos Aires Scheidsrechters: Benjamin Peters (USA) Sean Rapaport (RSA) |

| 15 februari 2024 19:30                        |         |                                                       |                                                                                    |
| India                                         | 4–6     | Australië                                             | Kalinga Stadium, Bhubaneswar Scheidsrechters: Raghu Prasad (IND) Zeke Newman (AUS) |
| Harmanpreet 12', 20' Sukhjeet 18' Mandeep 29' | Verslag | Govers 13', 13', 40' Sharp 52' Anderson 55' Welch 58' | Kalinga Stadium, Bhubaneswar Scheidsrechters: Raghu Prasad (IND) Zeke Newman (AUS) |

| 16 februari 2024 17:30                   |         |                                            |                                                                                         |
| Nederland                                | 4–5     | Australië                                  | Kalinga Stadium, Bhubaneswar Scheidsrechters: Rawi Anbananthan (MAS) Raghu Prasad (IND) |
| Telgenkamp 6' Bijen 12', 20' Janssen 56' | Verslag | Govers 33', 53' Hayward 40', 48' Brand 60' | Kalinga Stadium, Bhubaneswar Scheidsrechters: Rawi Anbananthan (MAS) Raghu Prasad (IND) |

| 16 februari 2024 18:00        |         |                                   |                                                                               |
| Argentinië                    | 1–1     | Duitsland                         | CeNARD, Buenos Aires Scheidsrechters: Tyler Klenk (CAN) Benjamin Peters (USA) |
| Casella 60'                   | Verslag | Hellwig 53'                       | CeNARD, Buenos Aires Scheidsrechters: Tyler Klenk (CAN) Benjamin Peters (USA) |
| Shoot-out                     |         |                                   | CeNARD, Buenos Aires Scheidsrechters: Tyler Klenk (CAN) Benjamin Peters (USA) |
| Keenan Domene Toscani Casella | 3–1     | Wellen M. Grambusch Hellwig Große | CeNARD, Buenos Aires Scheidsrechters: Tyler Klenk (CAN) Benjamin Peters (USA) |

| 16 februari 2024 19:30 |         |         |                                                                                    |
| India                  | 1–0     | Ierland | Kalinga Stadium, Bhubaneswar Scheidsrechters: Liu Xiaoying (CHN) Zeke Newman (AUS) |
| Gurjant 60'            | Verslag |         | Kalinga Stadium, Bhubaneswar Scheidsrechters: Liu Xiaoying (CHN) Zeke Newman (AUS) |

| 17 februari 2024 18:00       |         |                                                      |                                                                                 |
| Argentinië                   | 3–4     | België                                               | CeNARD, Buenos Aires Scheidsrechters: Sean Rapaport (RSA) Benjamin Peters (USA) |
| Domene 30+', 58' Casella 47' | Verslag | Willems 9' Duvekot 19' Hellin 36' T. Stockbroekx 47' | CeNARD, Buenos Aires Scheidsrechters: Sean Rapaport (RSA) Benjamin Peters (USA) |

| 18 februari 2024 18:00           |         |                         |                                                                                   |
| Duitsland                        | 3–2     | België                  | CeNARD, Buenos Aires Scheidsrechters: Irene Presenqui (ARG) Benjamin Peters (USA) |
| Weigand 7', 25' T. Grambusch 19' | Verslag | Wilbers 26' Willems 42' | CeNARD, Buenos Aires Scheidsrechters: Irene Presenqui (ARG) Benjamin Peters (USA) |

| 19 februari 2024 17:30 |         |                  | |
| Ierland                | 1–2     | Nederland        | Birsa Munda International Hockey Stadium, Rourkela Scheidsrechters: Martin Madden (SCO) Kristy Robertson (AUS) |
| Nelson 12'             | Verslag | Janssen 15', 23' | Birsa Munda International Hockey Stadium, Rourkela Scheidsrechters: Martin Madden (SCO) Kristy Robertson (AUS) |

| 19 februari 2024 18:00                         |         |                                           |                                                                             |
| Argentinië                                     | 2–2     | Duitsland                                 | CeNARD, Buenos Aires Scheidsrechters: Sean Rapaport (RSA) Tyler Klenk (CAN) |
| Della Torre 3' Domene 34'                      | Verslag | Hartkopf 27' Mazkour 13'                  | CeNARD, Buenos Aires Scheidsrechters: Sean Rapaport (RSA) Tyler Klenk (CAN) |
| Shoot-out                                      |         |                                           | CeNARD, Buenos Aires Scheidsrechters: Sean Rapaport (RSA) Tyler Klenk (CAN) |
| Keenan Della Torre L. Toscani Casella Martínez | 4–3     | Wellen Prinz Mazkour M. Grambusch Hellwig | CeNARD, Buenos Aires Scheidsrechters: Sean Rapaport (RSA) Tyler Klenk (CAN) |

| 19 februari 2024 19:30                                             |         |                                                                      | |
| India                                                              | 2–2     | Spanje                                                               | Birsa Munda International Hockey Stadium, Rourkela Scheidsrechters: Gareth Greenfield (NZL) David Tomlinson (NZL) |
| Jarmanpreet 1' Abhishek 35'                                        | Verslag | Basterra 3' Lacalle 15'                                              | Birsa Munda International Hockey Stadium, Rourkela Scheidsrechters: Gareth Greenfield (NZL) David Tomlinson (NZL) |
| Shoot-out                                                          |         |                                                                      | Birsa Munda International Hockey Stadium, Rourkela Scheidsrechters: Gareth Greenfield (NZL) David Tomlinson (NZL) |
| Harmanpreet Sukhjeet Lalit Abhishek Raj Harmanpreet Sukhjeet Lalit | 8–7     | Basterra Miralles Bonastre Reyné Recasens Bonastre Recasens Miralles | Birsa Munda International Hockey Stadium, Rourkela Scheidsrechters: Gareth Greenfield (NZL) David Tomlinson (NZL) |

| 21 februari 2024 17:30 |         |                                              | |
| Spanje                 | 1–4     | Australië                                    | Birsa Munda International Hockey Stadium, Rourkela Scheidsrechters: Gareth Greenfield (NZL) Junko Wagatsuma (JPN) |
| Amat 2'                | Verslag | Ogilvie 4' Ephraums 8' Hayward 25' Brand 44' | Birsa Munda International Hockey Stadium, Rourkela Scheidsrechters: Gareth Greenfield (NZL) Junko Wagatsuma (JPN) |

| 21 februari 2024 19:30           |         |                                          | |
| India                            | 1–1     | Nederland                                | Birsa Munda International Hockey Stadium, Rourkela Scheidsrechters: David Tomlinson (NZL) Martin Madden (SCO) |
| Hardik 38'                       | Verslag | Middendorp 4'                            | Birsa Munda International Hockey Stadium, Rourkela Scheidsrechters: David Tomlinson (NZL) Martin Madden (SCO) |
| Shoot-out                        |         |                                          | Birsa Munda International Hockey Stadium, Rourkela Scheidsrechters: David Tomlinson (NZL) Martin Madden (SCO) |
| Araijeet Sukhjeet Lalit Shamsher | 2–4     | Croon Brinkman De Geus Telgenkamp De Mol | Birsa Munda International Hockey Stadium, Rourkela Scheidsrechters: David Tomlinson (NZL) Martin Madden (SCO) |

| 22 februari 2024 17:30 |         |                                        | |
| Ierland                | 1–4     | Australië                              | Birsa Munda International Hockey Stadium, Rourkela Scheidsrechters: Junko Wagatsuma (JPN) David Tomlinson (NZL) |
| O'Donoghue 44'         | Verslag | Govers 33', 52' Ephraums 40' Welch 56' | Birsa Munda International Hockey Stadium, Rourkela Scheidsrechters: Junko Wagatsuma (JPN) David Tomlinson (NZL) |

| 22 februari 2024 19:30                   |         |                                            | |
| Nederland                                | 4–3     | Spanje                                     | Birsa Munda International Hockey Stadium, Rourkela Scheidsrechters: Martin Madden (SCO) Gareth Greenfield (NZL) |
| Janssen 11', 31' Brinkman 22' Jansen 34' | Verslag | Lacalle 2' Cabré-Verdiell 51' Basterra 54' | Birsa Munda International Hockey Stadium, Rourkela Scheidsrechters: Martin Madden (SCO) Gareth Greenfield (NZL) |

| 24 februari 2024 17:30                                                    |         |         | |
| Spanje                                                                    | 7–0     | Ierland | Birsa Munda International Hockey Stadium, Rourkela Scheidsrechters: Kristy Robertson (AUS) Gareth Greenfield (NZL) |
| Basterra 3' Iglesias 14', 31', 50' Ignacio-Simó 35' Lacalle 47' Reyné 51' | Verslag |         | Birsa Munda International Hockey Stadium, Rourkela Scheidsrechters: Kristy Robertson (AUS) Gareth Greenfield (NZL) |

| 24 februari 2024 19:30   |         |                       | |
| India                    | 2–2     | Australië             | Birsa Munda International Hockey Stadium, Rourkela Scheidsrechters: Martin Madden (SCO) David Tomlinson (NZL) |
| Harmanpreet 20' Amit 29' | Verslag | Govers 23' Craig 53'  | Birsa Munda International Hockey Stadium, Rourkela Scheidsrechters: Martin Madden (SCO) David Tomlinson (NZL) |
| Shoot-out                |         |                       | Birsa Munda International Hockey Stadium, Rourkela Scheidsrechters: Martin Madden (SCO) David Tomlinson (NZL) |
| Akashdeep Sukhjeet Lalit | 0–3     | Brand Ogilvie Wickham | Birsa Munda International Hockey Stadium, Rourkela Scheidsrechters: Martin Madden (SCO) David Tomlinson (NZL) |

| 25 februari 2024 17:30            |         |                                                             | |
| Australië                         | 3–5     | Nederland                                                   | Birsa Munda International Hockey Stadium, Rourkela Scheidsrechters: Martin Madden (SCO) Gareth Greenfield (NZL) |
| Anderson 6' Brand 46' Hayward 55' | Verslag | Telgenkamp 13', 20' Janssen 35' Hoedemakers 42' Pieters 48' | Birsa Munda International Hockey Stadium, Rourkela Scheidsrechters: Martin Madden (SCO) Gareth Greenfield (NZL) |

| 25 februari 2024 19:30                             |         |         | |
| India                                              | 4–0     | Ierland | Birsa Munda International Hockey Stadium, Rourkela Scheidsrechters: David Tomlinson (NZL) Kristy Robertson (AUS) |
| Nilakanta 14' Akashdeep 15' Gurjant 38' Jugraj 60' | Verslag |         | Birsa Munda International Hockey Stadium, Rourkela Scheidsrechters: David Tomlinson (NZL) Kristy Robertson (AUS) |

| 22 mei 2024 14:30                                           |         |                                                          |                                                                                      |
| India                                                       | 2–2     | Argentinië                                               | Wilrijkse Plein, Antwerpen Scheidsrechters: Jonas van't Hek (NED) Sean Edwards (ENG) |
| Mandeep 11' Lalit 55'                                       | Verslag | Martinez 20' Domene 60'                                  | Wilrijkse Plein, Antwerpen Scheidsrechters: Jonas van't Hek (NED) Sean Edwards (ENG) |
| Shoot-out                                                   |         |                                                          | Wilrijkse Plein, Antwerpen Scheidsrechters: Jonas van't Hek (NED) Sean Edwards (ENG) |
| Harmanpreet Sukhjeet Pal Abishek Harmanpreet Sukhjeet Lalit | 5–4     | Casella Toscani Martins Martinez Casella Toscani Capurro | Wilrijkse Plein, Antwerpen Scheidsrechters: Jonas van't Hek (NED) Sean Edwards (ENG) |

| 22 mei 2024 19:00 |         |                     |                                                                                     |
| België            | 1–2     | Ierland             | Wilrijkse Plein, Antwerpen Scheidsrechters: Sarah Wilson (SCO) Raphaël Adrien (GER) |
| Hainaut 55'       | Verslag | Nelson 11' Cole 20' | Wilrijkse Plein, Antwerpen Scheidsrechters: Sarah Wilson (SCO) Raphaël Adrien (GER) |

| 23 mei 2024 16:30             |         |             |                                                                                       |
| Argentinië                    | 3–1     | Ierland     | Wilrijkse Plein, Antwerpen Scheidsrechters: Jonas van't Hek (NED) Ole Ingwersen (GER) |
| Martínez 30', 43' Capurro 47' | Verslag | Madeley 51' | Wilrijkse Plein, Antwerpen Scheidsrechters: Jonas van't Hek (NED) Ole Ingwersen (GER) |

| 23 mei 2024 21:00                           |         |              |                                                                                  |
| België                                      | 4–1     | India        | Wilrijkse Plein, Antwerpen Scheidsrechters: Ben Göntgen (GER) Sean Edwards (ENG) |
| Denayer 22' Hendrickx 34', 60' Charlier 49' | Verslag | Abhishek 55' | Wilrijkse Plein, Antwerpen Scheidsrechters: Ben Göntgen (GER) Sean Edwards (ENG) |

| 25 mei 2024 16:15                     |         |                                   |                                                                                      |
| België                                | 2–2     | India                             | Wilrijkse Plein, Antwerpen Scheidsrechters: Jonas van't Hek (NED) Sean Edwards (ENG) |
| Denayer 30' Van Aubel 50'             | Verslag | Araijeet 11' Sukhjeet 57'         | Wilrijkse Plein, Antwerpen Scheidsrechters: Jonas van't Hek (NED) Sean Edwards (ENG) |
| Shoot-out                             |         |                                   | Wilrijkse Plein, Antwerpen Scheidsrechters: Jonas van't Hek (NED) Sean Edwards (ENG) |
| Boccard De Sloover Van Aubel Ghislain | 3–1     | Araijeet Sukhjeet Abhishek Prasad | Wilrijkse Plein, Antwerpen Scheidsrechters: Jonas van't Hek (NED) Sean Edwards (ENG) |

| 25 mei 2024 18:30             |         |                                             |                                                                                      |
| Ierland                       | 3–4     | Argentinië                                  | Wilrijkse Plein, Antwerpen Scheidsrechters: Ben Göntgen (GER) Annelize Rostron (RSA) |
| Madeley 14', 20' A. Empey 40' | Verslag | Capurro 19' Domene 28' Keenan 39' Habif 53' | Wilrijkse Plein, Antwerpen Scheidsrechters: Ben Göntgen (GER) Annelize Rostron (RSA) |

| 26 mei 2024 16:15 |         |                                        |                                                                                   |
| België            | 1–4     | Ierland                                | Wilrijkse Plein, Antwerpen Scheidsrechters: Sarah Wilson (SCO) Sean Edwards (ENG) |
| Kina 9'           | Verslag | Johnson 17', 31' Duncan 45' Walker 55' | Wilrijkse Plein, Antwerpen Scheidsrechters: Sarah Wilson (SCO) Sean Edwards (ENG) |

| 26 mei 2024 18:30                             |         |                                                   |                                                                                    |
| Argentinië                                    | 4–5     | India                                             | Wilrijkse Plein, Antwerpen Scheidsrechters: Ben Göntgen (GER) Raphaël Adrien (GER) |
| Monja 3' Keenan 24' Marcucci 54' Martínez 57' | Verslag | Araijeet 7' Gurjant 18' Harmanpreet 29', 50', 52' | Wilrijkse Plein, Antwerpen Scheidsrechters: Ben Göntgen (GER) Raphaël Adrien (GER) |

| 29 mei 2024 14:00              |         |                             |                                                                                         |
| Spanje                         | 2–3     | Argentinië                  | Wilrijkse Plein, Antwerpen Scheidsrechters: Jonas van 't Hek (NED) Raphaël Adrien (GER) |
| Fortuño 52' Cabré-Verdiell 57' | Verslag | Casella 19', 48' Domene 59' | Wilrijkse Plein, Antwerpen Scheidsrechters: Jonas van 't Hek (NED) Raphaël Adrien (GER) |

| 29 mei 2024 19:00                                       |         |           |                                                                                   |
| België                                                  | 5–1     | Australië | Wilrijkse Plein, Antwerpen Scheidsrechters: Ben Göntgen (GER) Ole Ingwersen (GER) |
| Denayer 8', 29' Hendrickx 18' Onana 36' Stockbroekx 48' | Verslag | Sharp 15' | Wilrijkse Plein, Antwerpen Scheidsrechters: Ben Göntgen (GER) Ole Ingwersen (GER) |

| 30 mei 2024 16:30 |         |                             |                                                                                     |
| Australië         | 1–2     | Argentinië                  | Wilrijkse Plein, Antwerpen Scheidsrechters: Sean Edwards (ENG) Raphaël Adrien (GER) |
| Brand 7'          | Verslag | Della Torre 31' Toscani 40' | Wilrijkse Plein, Antwerpen Scheidsrechters: Sean Edwards (ENG) Raphaël Adrien (GER) |

| 30 mei 2024 21:15                     |         |                            |                                                                                      |
| België                                | 3–2     | Spanje                     | Wilrijkse Plein, Antwerpen Scheidsrechters: Jonas van't Hek (NED) Alison Keogh (IRL) |
| Dohmen 41' Luypaert 44' Hendrickx 55' | Verslag | Cunill Clapés 35' Sanz 42' | Wilrijkse Plein, Antwerpen Scheidsrechters: Jonas van't Hek (NED) Alison Keogh (IRL) |

| 1 juni 2024 10:00 |         |                                          | |
| Duitsland         | 0–3     | India                                    | Lee Valley Hockey and Tennis Centre, Londen Scheidsrechters: Coen van Bunge (NED) Ahmad El-Sayed (EGY) |
|                   | Verslag | Harmanpreet 16' Sukhjeet 41' Gurjant 44' | Lee Valley Hockey and Tennis Centre, Londen Scheidsrechters: Coen van Bunge (NED) Ahmad El-Sayed (EGY) |

| 1 juni 2024 12:15                             |         |            | |
| Groot-Brittannië                              | 5–1     | Ierland    | Lee Valley Hockey and Tennis Centre, Londen Scheidsrechters: Sébastien Michielsen (BEL) Michiel Otten (NED) |
| Croft 12' Roper 18' Ward 27', 34' Furlong 58' | Verslag | Walker 20' | Lee Valley Hockey and Tennis Centre, Londen Scheidsrechters: Sébastien Michielsen (BEL) Michiel Otten (NED) |

| 1 juni 2024 14:00                               |         |             |                                                                                      |
| België                                          | 4–1     | Spanje      | Wilrijkse Plein, Antwerpen Scheidsrechters: Ben Göntgen (GER) Annelize Rostron (RSA) |
| Hendrickx 1' Van Aubel 17', 58' Stockbroekx 23' | Verslag | Álvarez 55' | Wilrijkse Plein, Antwerpen Scheidsrechters: Ben Göntgen (GER) Annelize Rostron (RSA) |

| 1 juni 2024 18:30                    |         |                                             |                                                                                   |
| Argentinië                           | 3–4     | Australië                                   | Wilrijkse Plein, Antwerpen Scheidsrechters: Alison Keogh (IRL) Sean Edwards (ENG) |
| Mazzilli 11' Tarazona 12' Domene 53' | Verslag | Wickham 3' Craig 49' Hayward 57' Govers 60' | Wilrijkse Plein, Antwerpen Scheidsrechters: Alison Keogh (IRL) Sean Edwards (ENG) |

| 2 juni 2024 10:00 |         |                                                                       | |
| Ierland           | 0–7     | Duitsland                                                             | Lee Valley Hockey and Tennis Centre, Londen Scheidsrechters: Martin Madden (SCO) Laurine Delforge (BEL) |
|                   | Verslag | Mazkour 17' Hellwig 28', 52' Miltkau 29', 32' Herzbruch 42' Prinz 54' | Lee Valley Hockey and Tennis Centre, Londen Scheidsrechters: Martin Madden (SCO) Laurine Delforge (BEL) |

| 2 juni 2024 12:15           |         |              | |
| Groot-Brittannië            | 3–1     | India        | Lee Valley Hockey and Tennis Centre, Londen Scheidsrechters: Sébastien Michielsen (BEL) Coen van Bunge (NED) |
| Bandurak 2', 11' Calnan 47' | Verslag | Abhishek 35' | Lee Valley Hockey and Tennis Centre, Londen Scheidsrechters: Sébastien Michielsen (BEL) Coen van Bunge (NED) |

| 2 juni 2024 16:15                                  |         |                                               |                                                                                        |
| België                                             | 4–4     | Australië                                     | Wilrijkse Plein, Antwerpen Scheidsrechters: Jonas van't Hek (NED) Raphaël Adrien (GER) |
| Boon 13' De Kerpel 42' Hendrickx 43' Van Aubel 58' | Verslag | Govers 12' Whetton 14' Ephraums 19' Sharp 51' | Wilrijkse Plein, Antwerpen Scheidsrechters: Jonas van't Hek (NED) Raphaël Adrien (GER) |
| Shoot-out                                          |         |                                               | Wilrijkse Plein, Antwerpen Scheidsrechters: Jonas van't Hek (NED) Raphaël Adrien (GER) |
| Boccard Van Aubel Wegnez De Kerpel                 | 3–2     | Brand Ogilvie Govers Sharp Craig              | Wilrijkse Plein, Antwerpen Scheidsrechters: Jonas van't Hek (NED) Raphaël Adrien (GER) |

| 2 juni 2024 20:45 |         |                             |                                                                                   |
| Spanje            | 1–2     | Argentinië                  | Wilrijkse Plein, Antwerpen Scheidsrechters: Sarah Wilson (SCO) Sean Edwards (ENG) |
| Curiel 52'        | Verslag | Capurro 20' Della Torre 41' | Wilrijkse Plein, Antwerpen Scheidsrechters: Sarah Wilson (SCO) Sean Edwards (ENG) |

| 5 juni 2024 13:15                     |         |              | |
| Groot-Brittannië                      | 4–1     | Spanje       | Lee Valley Hockey and Tennis Centre, Londen Scheidsrechters: Michiel Otten (NED) Ahmed El-Sayed (EGY) |
| Furlong 3', 45' Ward 17' Rushmere 27' | Verslag | Bonastre 52' | Lee Valley Hockey and Tennis Centre, Londen Scheidsrechters: Michiel Otten (NED) Ahmed El-Sayed (EGY) |

| 5 juni 2024 17:45 |         |                                     | |
| Ierland           | 0–3     | Duitsland                           | Lee Valley Hockey and Tennis Centre, Londen Scheidsrechters: Martin Madden (SCO) Sébastien Michielsen (BEL) |
|                   | Verslag | Herzbruch 36' Peillat 43' Prinz 60' | Lee Valley Hockey and Tennis Centre, Londen Scheidsrechters: Martin Madden (SCO) Sébastien Michielsen (BEL) |

| 6 juni 2024 14:15 |         |                        | |
| Duitsland         | 0–3     | Spanje                 | Lee Valley Hockey and Tennis Centre, Londen Scheidsrechters: Coen Van Bunge (NED) Michiel Otten (NED) |
|                   | Verslag | Basterra 11', 40', 49' | Lee Valley Hockey and Tennis Centre, Londen Scheidsrechters: Coen Van Bunge (NED) Michiel Otten (NED) |

| 6 juni 2024 20:00       |         |         | |
| Groot-Brittannië        | 3–0     | Ierland | Lee Valley Hockey and Tennis Centre, Londen Scheidsrechters: Laurine Delforge (BEL) Ivona Makar (CRO) |
| Ward 12', 22' Roper 14' | Verslag |         | Lee Valley Hockey and Tennis Centre, Londen Scheidsrechters: Laurine Delforge (BEL) Ivona Makar (CRO) |

| 8 juni 2024 14:30      |         |                             | |
| Groot-Brittannië       | 2–3     | Australië                   | Lee Valley Hockey and Tennis Centre, Londen Scheidsrechters: Coen van Bunge (NED) Laurine Delforge (BEL) |
| Furlong 7' Wallace 15' | Verslag | Govers 11', 40' Wickham 27' | Lee Valley Hockey and Tennis Centre, Londen Scheidsrechters: Coen van Bunge (NED) Laurine Delforge (BEL) |

| 8 juni 2024 17:15            |         |                          | |
| India                        | 2–3     | Duitsland                | Lee Valley Hockey and Tennis Centre, Londen Scheidsrechters: Martin Madden (SCO) Ahmed El-Sayed (EGY) |
| Harmanpreet 19' Sukhjeet 48' | Verslag | Peillat 2', 33' Rühr 10' | Lee Valley Hockey and Tennis Centre, Londen Scheidsrechters: Martin Madden (SCO) Ahmed El-Sayed (EGY) |

| 9 juni 2024 14:30               |         |                              | |
| Groot-Brittannië                | 3–2     | India                        | Lee Valley Hockey and Tennis Centre, Londen Scheidsrechters: Michiel Otten (NED) Ahmed El-Sayed (EGY) |
| Roper 1' Waller 37' Forsyth 50' | Verslag | Sukhjeet FG' Harmanpreet 36' | Lee Valley Hockey and Tennis Centre, Londen Scheidsrechters: Michiel Otten (NED) Ahmed El-Sayed (EGY) |

| 9 juni 2024 17:15                                 |         |                                                           | |
| Australië                                         | 2–2     | Duitsland                                                 | Lee Valley Hockey and Tennis Centre, Londen Scheidsrechters: Martin Madden (SCO) Coen van Bunge (NED) |
| Craig 12' Brand 44'                               | Verslag | Große 33' Peillat 35'                                     | Lee Valley Hockey and Tennis Centre, Londen Scheidsrechters: Martin Madden (SCO) Coen van Bunge (NED) |
| Shoot-out                                         |         |                                                           | Lee Valley Hockey and Tennis Centre, Londen Scheidsrechters: Martin Madden (SCO) Coen van Bunge (NED) |
| Brand Ogilvie Govers Wickham Harvie Brand Ogilvie | 4–5     | H. Müller Struthoff Prinz Hartkopf Weigand Prinz Hartkopf | Lee Valley Hockey and Tennis Centre, Londen Scheidsrechters: Martin Madden (SCO) Coen van Bunge (NED) |

| 11 juni 2024 11:00         |         |              | |
| Groot-Brittannië           | 2–1     | Spanje       | Lee Valley Hockey and Tennis Centre, Londen Scheidsrechters: Sébastien Michielsen (BEL) Coen van Bunge (NED) |
| Williamson 45' Forsyth 50' | Verslag | Miralles 49' | Lee Valley Hockey and Tennis Centre, Londen Scheidsrechters: Sébastien Michielsen (BEL) Coen van Bunge (NED) |

| 11 juni 2024 15:30     |         |                                     | |
| Duitsland              | 2–3     | Australië                           | Lee Valley Hockey and Tennis Centre, Londen Scheidsrechters: Martin Madden (SCO) Ahmed El-Sayed (EGY) |
| Ludwig 11' Peillat 35' | Verslag | Whetton 28' Howard 56' Ockenden 58' | Lee Valley Hockey and Tennis Centre, Londen Scheidsrechters: Martin Madden (SCO) Ahmed El-Sayed (EGY) |

| 12 juni 2024 12:00       |         |                                         | |
| Duitsland                | 2–4     | Spanje                                  | Lee Valley Hockey and Tennis Centre, Londen Scheidsrechters: Martin Madden (SCO) Sébastien Michielsen (BEL) |
| Peillat 19' Hartkopf 58' | Verslag | Miralles 9' Reyné 28', 48' Iglesias 40' | Lee Valley Hockey and Tennis Centre, Londen Scheidsrechters: Martin Madden (SCO) Sébastien Michielsen (BEL) |

| 12 juni 2024 17:45 |         |                                                 | |
| Groot-Brittannië   | 1–5     | Australië                                       | Lee Valley Hockey and Tennis Centre, Londen Scheidsrechters: Michiel Otten (NED) Coen van Bunge (NED) |
| Morton 2'          | Verslag | Whetton 1' Welch 29' Willott 35', 51' Craig 45' | Lee Valley Hockey and Tennis Centre, Londen Scheidsrechters: Michiel Otten (NED) Coen van Bunge (NED) |

| 23 juni 2024 13:30 |         |                               |                                                                               |
| Groot-Brittannië   | 1–3     | België                        | SV Kampong, Utrecht Scheidsrechters: Wanri Venter (RSA) Jonas van't Hek (NED) |
| Ansell 33'         | Verslag | Wegnez 17' Hendrickx 30', 37' | SV Kampong, Utrecht Scheidsrechters: Wanri Venter (RSA) Jonas van't Hek (NED) |

| 23 juni 2024 16:00                                   |         |                                                       |                                                                                |
| Nederland                                            | 2–2     | Duitsland                                             | SV Kampong, Utrecht Scheidsrechters: Ayden Shrives (RSA) Rachel Williams (ENG) |
| Janssen 35' Bijen 56'                                | Verslag | Hellwig 14' Weigand 49'                               | SV Kampong, Utrecht Scheidsrechters: Ayden Shrives (RSA) Rachel Williams (ENG) |
| Shoot-out                                            |         |                                                       | SV Kampong, Utrecht Scheidsrechters: Ayden Shrives (RSA) Rachel Williams (ENG) |
| Croon Brinkman De Geus Van Dam De Mol Croon Brinkman | 4–5     | Wellen H. Müller Große Prinz Weigand Wellen H. Müller | SV Kampong, Utrecht Scheidsrechters: Ayden Shrives (RSA) Rachel Williams (ENG) |

| 24 juni 2024 17:30 |         |                  |                                                                                |
| Duitsland          | 0–1     | Groot-Brittannië | SV Kampong, Utrecht Scheidsrechters: Ayden Shrives (RSA) Jonas van't Hek (NED) |
|                    | Verslag | Wallace 23'      | SV Kampong, Utrecht Scheidsrechters: Ayden Shrives (RSA) Jonas van't Hek (NED) |

| 25 juni 2024 20:00                 |         |          |                                                                                  |
| Nederland                          | 3–1     | België   | SV Kampong, Utrecht Scheidsrechters: Jonas van't Hek (NED) Rachel Williams (ENG) |
| Janssen 41' Reyenga 45' De Mol 51' | Verslag | Boon 18' | SV Kampong, Utrecht Scheidsrechters: Jonas van't Hek (NED) Rachel Williams (ENG) |

| 27 juni 2024 16:30       |         |               |                                                                                     |
| Groot-Brittannië         | 3–1     | België        | Wagenerstadion, Amstelveen Scheidsrechters: Wanri Venter (RSA) Coen van Bunge (NED) |
| Wallace 3' Ward 20', 58' | Verslag | Hendrickx 22' | Wagenerstadion, Amstelveen Scheidsrechters: Wanri Venter (RSA) Coen van Bunge (NED) |

| 27 juni 2024 19:00                |         |                             |                                                                                       |
| Nederland                         | 1–1     | Duitsland                   | Wagenerstadion, Amstelveen Scheidsrechters: Ayden Shrives (RSA) Rachel Williams (ENG) |
| Janssen 26'                       | Verslag | Wellen 46'                  | Wagenerstadion, Amstelveen Scheidsrechters: Ayden Shrives (RSA) Rachel Williams (ENG) |
| Shoot-out                         |         |                             | Wagenerstadion, Amstelveen Scheidsrechters: Ayden Shrives (RSA) Rachel Williams (ENG) |
| Brinkman De Geus Bijen Telgenkamp | 1–3     | Wellen Rühr H. Müller Prinz | Wagenerstadion, Amstelveen Scheidsrechters: Ayden Shrives (RSA) Rachel Williams (ENG) |

| 28 juni 2024 16:30                        |         |                                 |                                                                                     |
| Duitsland                                 | 3–3     | Groot-Brittannië                | Wagenerstadion, Amstelveen Scheidsrechters: Coen van Bunge (NED) Wanri Venter (RSA) |
| Wellen 3', 25' Peillat 56'                | Verslag | Roper 15' Ward 21', 32'         | Wagenerstadion, Amstelveen Scheidsrechters: Coen van Bunge (NED) Wanri Venter (RSA) |
| Shoot-out                                 |         |                                 | Wagenerstadion, Amstelveen Scheidsrechters: Coen van Bunge (NED) Wanri Venter (RSA) |
| Wellen H. Müller M. Grambusch Prinz Große | 4–2     | Williamson Wallace Morton Roper | Wagenerstadion, Amstelveen Scheidsrechters: Coen van Bunge (NED) Wanri Venter (RSA) |

| 30 juni 2024 15:00            |         |                                                                   |                                                                                      |
| Nederland                     | 3–5     | België                                                            | Wagenerstadion, Amstelveen Scheidsrechters: Coen van Bunge (NED) Ayden Shrives (RSA) |
| Brinkman 13', 15' Pieters 46' | Verslag | Stockbroekx 1' De Kerpel 12' Hendrickx 27' Luypaert 39' Onana 58' | Wagenerstadion, Amstelveen Scheidsrechters: Coen van Bunge (NED) Ayden Shrives (RSA) |